# جائزة نوبل في الفيزياء
جائزة نوبل في الفيزياء هي جائزة سنوية تمنحها الأكاديمية الملكية السويدية للعلوم لأولئك الذين قدموا المساهمات الأكثر إدهاشًا للبشرية في مجال الفيزياء، وهي واحدةٌ من جوائز نوبل الخمسة التي أُنشئت من قبل ألفريد نوبل في عام 1895 وبدأ يمنحها في عام 1901. الجوائز الأربعة الأخرى هم: جائزة نوبل في الكيمياء وجائزة نوبل في الأدب وجائزة نوبل للسلام وجائزة نوبل في الطب.
مُنحت جائزة نوبل الأولى في الفيزياء للفيزيائي فيلهلم رونتجن اعترافًا بالخدمات الاستثنائية التي قدمها باكتشاف الأشعة السينية. تُدير مؤسسة نوبل هذه الجائزة وتُعتبر على نطاق واسع أكثر الجوائز المرموقة التي يمكن للعالم أن يتسلمها في مجال الفيزياء.
يذكر التاريخ حصول خمس نساء على جائزة نوبل في الفيزياء وهم: ماري كوري عام 1903 وماريا غويبرت ماير في عام 1963 ودونا ستريكلاند في عام 2018. وأندريا غيز عام 2020، ووآن لويلييه عام  2023

## خلفية
صرّح ألفرد نوبل في وصيته الأخيرة أن تُستخدم ثروته لإنشاء سلسلة من الجوائز لأولئك الذين يقدمون أعظم فائدة للبشرية في مجالات الفيزياء والكيمياء والسلام والفيزيولوجيا أو الطب والأدب.على الرغم أن نوبل كتب عدة وصايا خلال حياته لكنه كتب وصيته الأخيرة قبل عام من وفاته أثناء تواجده في النادي السويدي النرويجي في باريس في 27 تشرين الثاني/نوفمبر من عام 1895.
خصَّص نوبل 94٪ من إجمالي ثروته و 31 مليون كرونة سويدية ( أيّ 198 مليون دولار أو 176 مليون يورو في عام 2016) لإنشاء جوائز نوبل الخمسة وتقديمها. كان هناك بعض الشكوك حول صدق وصيته ولكنها أُثبتت في النهاية، وكان المنفذون لها هم راجنار سوهلمان ورودولف ليليجويست اللذان شكلا مؤسسة نوبل لحماية ثروة نوبل وتنظيم الجوائز.
عُيِّن أعضاء لجنة نوبل النرويجية الذين كانوا سيحصلون على جائزة السلام بعد فترة وجيزة من الموافقة على محتوى الوصية. تبعت المنظمات الحائزة على الجوائز كل من معهد كارولينسكا في 7 يونيو/حزيران والأكاديمية السويدية في 9 يونيو/حزيران والأكاديمية الملكية السويدية للعلوم في 11 يونيو/حزيران. توصلت بعد ذلك مؤسسة نوبل إلى اتفاق حول المبادئ التوجيهية لكيفية منح جائزة نوبل. في عام 1900، أصدر الملك أوسكار الثاني قوانين مؤسسة نوبل التي أنشئت حديثًا ووفقًا لإرادة نوبل كانت الأكاديمية الملكية السويدية للعلوم تمنح جائزة نوبل في الفيزياء.

## الترشيح والاختيار

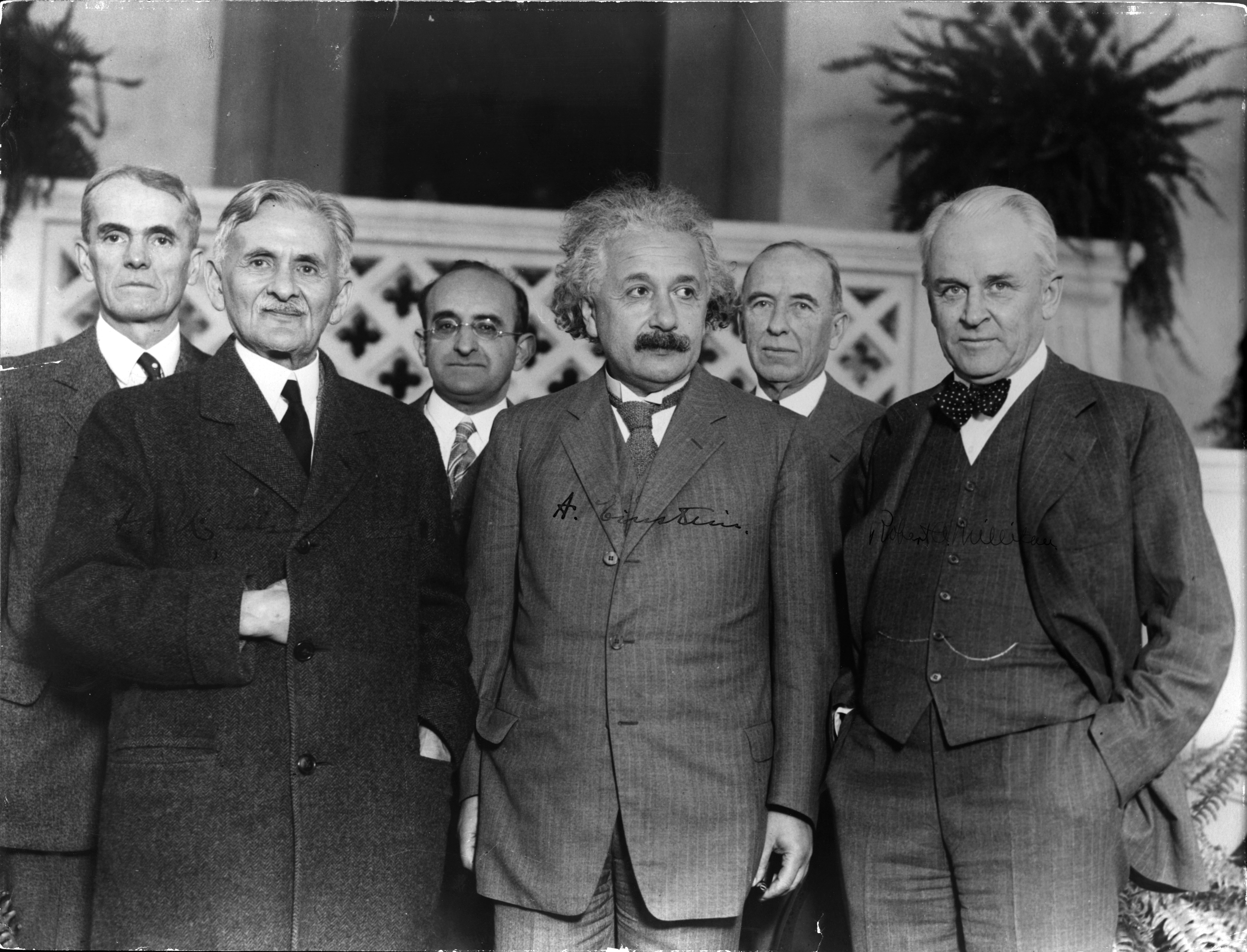
ثلاثة من الحائزين على جائزة نوبل للفيزياء.من اليسار لليمين: ألبيرت مايكلسون لعام 1907 وألبيرت آينشتاين لعام 1921 وروبيرت ميلّيكان لعام 1923.

يمكن اختيار ثلاثة رابحين لجائزة نوبل كحد أقصى واثنين من الأعمال المختلفة لجائزة نوبل في الفيزياء. مقارنةً مع جوائز نوبل الأخرى، فإن عملية الترشيح والاختيار لجائزة الفيزياء طويلة ودقيقة. هذا هو السبب الرئيسي وراء ازدياد أهميتها على مرّ السنين لتصبح أهم جائزة من الجوائز الخمسة.
يُختار الرابحين لجائزة نوبل من قبل لجنة نوبل للفيزياء، وهي لجنة تتألف من خمسة أعضاء تنتخبهم الأكاديمية الملكية السويدية للعلوم. في المرحلة الأولى التي تبدأ في شهر أيلول/سبتمبر، يُرسل حوالي 3000 شخص مثل أساتذة جامعيين وحائزين على جائزة نوبل في الفيزياء والكيمياء كنماذج سرية لتسمية المرشحين. تصل نماذج الترشيح المكتملة إلى لجنة نوبل في موعد أقصاه 31 كانون الثاني/ يناير من العام التالي.
يُدقق ويناقش أمر هؤلاء المرشحين من قبل الخبراء الذين يقللون العدد إلى ما يقارب خمسة عشر اسما. تقدم اللجنة تقريرًا مع توصيات حول المرشحين النهائيين في الأكاديمية ثم تختار الأكاديمية الفائزين النهائيين في الفيزياء بعد الإجماع من خلال تصويت الأغلبية.
لا يتم الإعلان عن أسماء المرشحين بشكل علني مطلقًا ولا يتم إخبارهم بأنهم قد تم اختيارهم للجائزة. أُغلقت سجلات الترشيح لمدة خمسين عاما. في حين لا يسمح بالترشيحات بعد وفاة أحد الفيزيائيين، يمكن تقديم الجوائز إذا توفي الفرد في الأشهر المحصورة بين قرار لجنة الجائزة الذي يكون عادةً في تشرين الأول/أكتوبر ويوم الحفل في كانون الأول/ديسمبر. قبل عام 1974، سُمح بمنح جوائز بعد وفاة المرشّح إذا مات بعد ترشيحه.
تشترط قواعد جائزة نوبل في الفيزياء أن تكون أهمية الإنجازات المعترف بها مختبرة ومجازة. في الممارسة العملية، هذا يعني أن الفارق بين الاكتشاف والجائزة عادةً ما يكون بحدود 20 سنة ويمكن أن يكون أطول من ذلك بكثير.
على سبيل المثال، مُنحت نصف جوائز نوبل في الفيزياء لعام 1983 إلى سوبراهمانيان شاندراسيخار لعمله على البنية النجمية والتطور الذي قام به خلال ثلاثينيات القرن العشرين. وكجزء من هذا النهج، لا يعيش جميع العلماء لفترة كافية حتى يُعترف بعملهم. لا يُنظر إلى بعض الاكتشافات العلمية الهامة للحصول على جائزة حيث يموت المكتشفون عندما يصبح إنجازهم مشهورًا ومهمًا.

## الجوائز
يحصل الحائز على جائزة نوبل في الفيزياء على ميدالية ذهبية ودبلوم مرافق لشهادة ومبلغ من المال.

### ميداليات
تُعتبر ميداليات جائزة نوبل التي صُنعت في السويد منذ عام 1902 علاماتٍ تجارية مسجلة لمؤسسة نوبل. يوجد على كل ميدالية صورة ألفريد نوبل في الملف الشخصي الأيسر على الوجه الآخر. إن ميداليات جائزة نوبل في الفيزياء والكيمياء والفيزيولوجيا أو الطب والأدب لها وجهان متطابقان يظهر عليهما صورة ألفريد نوبل وسنوات ولادته وموته (1833-1896).
تظهر صورة نوبل أيضا على وجه جائزة نوبل للسلام وميدالية الجائزة في الاقتصاد ولكن مع تصميم مختلف قليلًا. تختلف الصورة الموجودة على ظهر الميدالية وفقًا للمؤسسة التي تمنح الجائزة. تشترك الجوانب المختلفة من ميداليات جائزة نوبل في الكيمياء والفيزياء في نفس تصميم الطبيعة كإلهة تحجبها عبقرية العلم. صُممت هذه الميداليات وبشكلٍ خاص التي لها علاقة بعلم وظائف الأعضاء/الطب والأدب من قبل إيريك ليندبرج في عام 1902.

### شهادات دبلوم

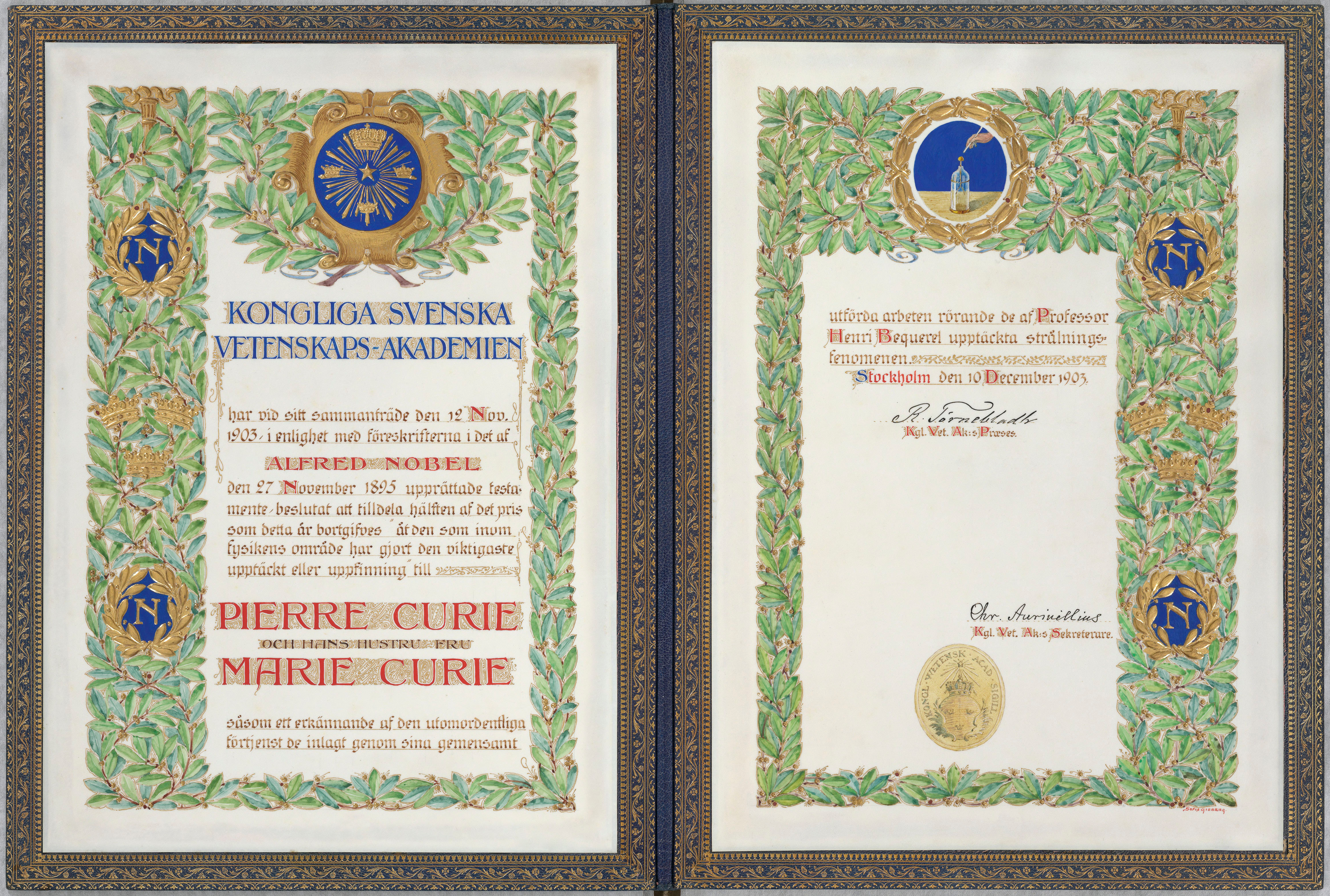
شهادت دبلوم تابعة لجائزة نوبل أُعطت لكل من ماري كوري وبيير كوري.

يحصل الحائزون على جائزة نوبل على دبلوم مباشرةً من يد ملك السويد. إن كل شهادة دبلوم مصممة بشكل فريد من قبل المؤسسات الحائزة على الجوائز للفائز الذي يتسلمها. تحتوي الشهادة على صورة ونص يشير إلى اسم الحائز على الجائزة وعادةً ما يكون اقتباسًا عن سبب استلامهم للجائزة.

### جائزة المال
يحصل الفائز في حفل توزيع الجوائز على وثيقة تشير إلى مبلغ الجائزة. قد يختلف مبلغ التعويض النقدي من سنة إلى أخرى بناءً على التمويل المتاح من مؤسسة نوبل. على سبيل المثال، بلغ مجموع القيمة النقدية الممنوحة في عام 2009 مبلغ 10 ملايين كرونة سويدية أي ما يقارب 1.4 مليون دولار أمريكي، ولكن في عام 2012، كان المبلغ 8 ملايين كرونة سويدية أيّ 1.1 مليون دولار أمريكي. إذا كان هناك فائزان في فئة معينة، فإن مبلغ الجائزة سيقسّم بالتساوي بين الفائزين. إذا كانت هناك ثلاثة، قد تختار لجنة المنح تقسيم المنحة بالتساوي أو منح نصف المبلغ لأحد الفائزين ويقسم الربعين المتبقيين لكل من الفائزين الآخرين.

### حفل توزيع الجوائز
عادةً ما تُعلن اللجنة والمؤسسة التي تعمل على توزيع الجائزة لأسماء الفائزين في تشرين الأول/أكتوبر ثم تُمنح الجائزة في احتفالات رسمية تُعقد سنويا في قاعة ستوكهولم للحفلات الموسيقية في 10 كانون الأول/ديسمبر، وهي الذكرى السنوية لوفاة نوبل. يحصل الفائزون على شهادة دبلوم وميدالية ووثيقة تثبت مبلغ الجائزة.